# أوتوماتيك
أوتوماتيك هي شركة تطوير ويب أسِّست في أغسطس 2005، وهي معروفة أكثر بووردبريس.كوم (خدمة تدوين مجانية)، ومشاركاتها في ووردبريس (برنامج تدوين مفتوح المصدر).
الشركة لها 297 موظَّفًا. من 95 دولة، ويعملوان جميعاً بنظام العمل عن بعد مما يعزز التنوع والابتكار داخل الشركة.

## المشاريع
مشاريع أخرى تشتمل:
- After the Deadline
- أكسيمت
- بودي بريس
- Ping-O-Matic
- GlotPress
- غرافاتار
- أوتوماتيك[7]
- PollDaddy
- Poster[8]
- Simplenote
- Scroll Kit[9]
- WordPress.com VIP
- VaultPress
- VideoPress

## وصلات خارجية
- موقع أوتوماتيك